# Vilivalla (Padise)
Vilivalla – wieś w Estonii, w prowincji Harju, w gminie Padise.